# Dinastija Čing
Za prvo dinastijo v zgodovini Kitajske glej članek: dinastija Čin.
Dinastija Čing (v tuji literaturi večinoma Qing), znana tudi kot dinastija Mandžu, je bila zadnja vladajoča dinastija Kitajske. Vladala je med letoma 1644 in 1912 (s kratkim, neuspelim prevratom leta 1917). Pred njo je vladala dinastija Ming, sledila pa je Kitajska republika. 
Dinastijo je osnoval klan Mandžu (Aisin Gioro) v severovzhodnem delu Kitajske, ki je poznan tudi po imenu Mandžurija. Izvirno je bila ustanovljena kot pozna dinastija Jin (Amaga Aisin Gurun) () leta 1616, leta 1636 pa je spremenila ime v Čing (Qing) (kar pomeni čist ali jasen, prozoren). Leta 1644 je Peking zasedla koalicija uporniških sil, ki jih je vodil Li Zičeng, nižji uradnik dinastije Ming - organiziral je kmečki upor. Zadnji cesar dinastije Ming, Čongdžen, je ob padcu mesta naredil samomor in s tem naznačil uradni konec dinastije. Nato so se Mandžurci povezali z generalom (Vu Sangui) dinastije Ming, prevzeli oblast v Pekingu in uničili Li-jevo kratko dinastijo Šun.
Med svojo vladavino se je dinastija Čing močno povezala s kitajsko kulturo. Svoj vrhunec je dosegla v 18. stoletju, ko sta se povečala tako teritorij kot število prebivalstva. Odtlej je vojaška moč cesarstva sčasoma pešala in je bila soočena z masovnimi upori, porazi v vojnah, sredi 19. stoletja pa je dinastija začela izgubljati vladarske vajeti. Strmoglavila je med revolucijo Šinhai, ko je kraljica Dovager Longju abdicirala v imenu zadnjega cesarja, Pujija, 12. februarja leta 1912.